# Henschel Hs 293
Henschel Hs 293 (нім. Henschel Hs 293) — німецька радіокерована планерна бомба / протикорабельна ракета, вперше невдало використана 25 серпня 1943 року, а потім із зростаючим успіхом застосовувалася протягом наступного року, в кінцевому підсумку пошкодивши або потопивши принаймні 25 кораблів союзників. Зусилля союзників перешкодити радіокеруванню були все більш успішними, незважаючи на зусилля фахівців нацистської Німеччини протистояти їм. Зброя використовувалася до 1944 року, коли вона також використовувалася як зброя класу «повітря-земля» для атаки на мости, щоб запобігти прориву союзників вглиб території Європи, після їхньої висадки у День Д, але виявилася малоефективною в цій ролі.

## Історія
Розроблення проєкту Hs 293 розпочалося у 1940 році на основі планерної бомби «Gustav Schwartz Propellerwerke», яка розроблялася з 1939 року. Конструкція Шварца не мала кінцевої системи наведення; замість цього він використовував автопілот для підтримки прямого курсу. За задумом інженерів бомбу передбачалося запускати з бомбардувальника на достатній відстані, щоб утримати літак поза зоною ураження засобів протиповітряної оборони противника. Команда Henschel під керівництвом доктора Герберта Вагнера розробила його наступного року, додавши під нього ракетний двигун Walter HWK 109—507, забезпечуючи тягу 590 кгс протягом десяти секунд. Це дозволило використовувати бомбу з меншої висоти та на більшій дальності. Деякі зразки експериментальної бомби використовували BMW 109—511 з тягою 600 кгс.
З травня до вересня 1940 року були проведені перші польотні спроби, коли середні бомбардувальники Heinkel He 111 скидали дослідні зразки без двигуна в ролі літака-носія. Перші випробування ракетного двигуна Walter були проведені до кінця 1940 року.
Дослідна бомба створювалася шляхом модифікації німецької стандартної 500-кілограмової бомби SC 500 з доданим протирикошетним кільцем (нім. Kopfring) у носовій частині для морського використання, щоб забезпечити відносно перпендикулярну вісь удару, з тонким металевим корпусом і фугасним зарядом всередині, оснащену рідинним ракетним двигуном «Вальтер» 109—107В під бомбою, парою крил з елеронами. Керування бомбою здійснювалося за допомогою спеціальної рукоятки по одному із 18 радіоканалів. Радіосигнали передавалися в діапазоні УКХ та приймалися змонтованим на Hs293 приймачем FuG 230 системи наведення та керування Kehl-Straßburg MCLOS. Від нього команди надходили до механізму керування кермом висоти. Кермо напряму на Hs293 було відсутнє, що накладало серйозні обмеження на застосування і вимагало від екіпажів бомбардувальників певної точності виходу на ціль, причому під більш гострим курсовим кутом.
Реактивний двигун починав працювати через 1-1,5 секунди після скидання бомби та діяв протягом 10 секунд. Це давало збільшення швидкості на 165 км/год. Корпус бомби чудово витримував трансзвукові швидкості. Однак, у бойових умовах бомбардувальники-носії керованої бомби завдавали удару, як правило, з малих та середніх висот, внаслідок чого кінцева швидкість бомби рідко перевищувала величину, що відповідає 0,5 — 0,6 М.

### Бойове застосування
| Данні про застосування Hs 293 |                             |                                     |                                                                    |                                  |                      |                                                                       |
| Дата                          | Тип корабля/судна           | Держава прапора Назва корабля/судна | Водотоннажність, тонн Тоннаж, брутто-тонн (для транспортних суден) | Район                            | Результат            | Прим.                                                                 |
| 25 серпня 1943                | шлюп                        | «Байдфорд»                          | 1105                                                               | Біскайська затока                | Пошкоджений          | Внаслідок влучення 1 моряк загинув, заряд не здетонував               |
| 25 серпня 1943                | шлюп                        | «Лендгард»                          | 1980                                                               | Біскайська затока                | Незначні пошкодження |                                                                       |
| 27 серпня 1943                | шлюп                        | «Ігрет»                             | 1220                                                               | західніше Віго                   | Потоплений           | Пряме влучення                                                        |
| 27 серпня 1943                | ескадрений міноносець       | «Атабаскан»                         | 1870                                                               | західніше Віго                   | Важкі пошкодження    |                                                                       |
| 10 вересня 1943               | ескадрений міноносець       | «Уголіно Вівальді»                  | 2 621                                                              | поблизу Салерно                  | Пошкоджений          | Пошкоджений береговою артилерією та Hs 293; затоплений                |
| 13 вересня 1943               | ескадрений міноносець       | «Лоял»                              | 1920                                                               | поблизу Салерно                  | Пошкоджений          |                                                                       |
| 13 вересня 1943               | Шпитальне судно             | «Ньюфаундленд»                      | 6791                                                               | поблизу Салерно                  | Потоплене            |                                                                       |
| 15 вересня 1943               | Військове транспортне судно | «Bushrod Washington»                | 7191                                                               | у Салерно                        | Потоплене            | в операції «Аваланч»                                                  |
| 16 вересня 1943               | лінійний корабель           | «Воспайт»                           | 31520                                                              | біля Салерно                     | Пошкоджений          |                                                                       |
| 30 вересня 1943               | Танкодесантний корабель     | LST 79                              | 2750                                                               | Аяччо                            | Потоплений           |                                                                       |
| 30 вересня 1943               | Танкодесантний катер        | LCT 2231                            | 311                                                                | Аяччо                            | Потоплений           |                                                                       |
| 04 жовтня 1943                | Військове транспортне судно | «Samite»                            | 7219                                                               | північно-східніше Алжиру         | Пошкоджене           |                                                                       |
| 11 листопада 1943             | ескортний міноносець        | «Роквуд»                            | 1025                                                               | Егейське море                    | Незначні пошкодження | у подальшому списаний                                                 |
| 13 листопада 1943             | ескортний міноносець        | «Далвертон»                         | 1025                                                               | Егейське море                    | Важко пошкоджений    | Після евакуації екіпажу затоплений торпедами «Біве»                   |
| 21 листопада 1943             | Військове транспортне судно | «Marsa»                             | 4404                                                               | південно-західніше Ірландії      | Потоплене            |                                                                       |
| 21 листопада 1943             | Військове транспортне судно | «Delius»                            | 6055                                                               | південно-західніше Ірландії      | Пошкоджене           |                                                                       |
| 26 листопада 1943             | Військове транспортне судно | «Rohna»                             | 8602                                                               | північніше Беджаї                | Потоплене            | загинуло 1138 солдатів                                                |
| 23 січня 1944                 | Лідер ескадрених міноносців | «Джервіс»                           | 1690                                                               | поблизу Анціо                    | Пошкоджений          |                                                                       |
| 24 січня 1944                 | Шпитальне судно             | «St. David»                         | 2702                                                               | поблизу Анціо                    | Потоплене            |                                                                       |
| 24 січня 1944                 | Шпитальне судно             | «St. Andrew»                        | 2702                                                               | поблизу Анціо                    | Пошкоджене           |                                                                       |
| 24 січня 1944                 | Шпитальне судно             | «Leinster»                          | 4303                                                               | поблизу Анціо                    | Пошкоджене           |                                                                       |
| 26 січня 1944                 | Тральщик                    | «Прівейл»                           | 810                                                                | поблизу Анціо                    | Пошкоджений          |                                                                       |
| 29 січня 1944                 | Військове транспортне судно | «Samuel Huntington»                 | 7181                                                               | поблизу Анціо                    | Потоплене            |                                                                       |
| 29 січня 1944                 | легкий крейсер              | «Спартан»                           | 5770                                                               | поблизу Анціо                    | Потоплений           | в ході операції «Шінгл»                                               |
| 15 лютого 1944                | ескортний міноносець        | «Герберт Джонс»                     | 1250                                                               | поблизу Анціо                    | Пошкоджений          |                                                                       |
| 16 лютого 1944                | Військове транспортне судно | «Elihu Yale»                        | 7176                                                               | поблизу Анціо                    | Потоплене            |                                                                       |
| 16 лютого 1944                | Танкодесантний катер        | LCT 35                              | 283                                                                | поблизу Анціо                    | Потоплений           |                                                                       |
| 25 лютого 1944                | ескадрений міноносець       | «Інглефілд»                         | 1530                                                               | поблизу Анціо                    | Потоплений           |                                                                       |
| 08 червня 1944                | Фрегат                      | «Лофорд»                            | 1140                                                               | біля Нормандії                   | Потоплений           |                                                                       |
| 09 червня 1944                | ескадрений міноносець       | «Мередит»                           | 1140                                                               | біля Нормандії                   | Потоплений           | Підірвався на міні 7 числа та добитий внаслідок авіанальоту Люфтваффе |
| 20 липня 1944                 | фрегат                      | «Матане»                            | 2 140                                                              | біля Бреста                      | Важкі пошкодження    |                                                                       |
| 15 серпня 1944                | Танкодесантний корабель     | LST 282                             | 2366                                                               | біля узбережжя Південної Франції | Потоплений           |                                                                       |
| 15 серпня 1944                | Танкодесантний корабель     | LST 312                             | 2366                                                               | біля узбережжя Південної Франції | Потоплений           |                                                                       |
| 15 серпня 1944                | Танкодесантний корабель     | LST 384                             | 2366                                                               | біля узбережжя Південної Франції | Пошкоджений          |                                                                       |

## Відео
- ИСТОРИЯ УПРАВЛЯЕМЫХ БОМБ Fritz X и Hs.293